# 飛利信
北京飛利信科技股份有限公司，簡稱北京飛利信科技股份、北京飛利信科技、北京飛利信、飛利信科技、飛利信科技股份，以及飛利信（英語：Beijing PHILISENSE Technology Company Limited，深交所：300287），在2002年由曹忻軍（總裁）、楊振華（董事長）等人創立，前身為「北京飛利信科技有限公司」。
業務向用户提供智能会议系统整体解决方案及相关服务，總部位於北京市海淀区塔院志新村2号金唐大厦4层。股份在2012年2月1日於深圳證券交易所創業板上市。公开发行股票2,100万股，发行后总股本8,400.00万元人民幣，发行价格15.00元人民幣/股，募集资金3.15亿元人民幣。

## 連結
- Philisense.com （页面存档备份，存于）